# Grupa Fortowa „Carski Dar” Twierdzy Modlin

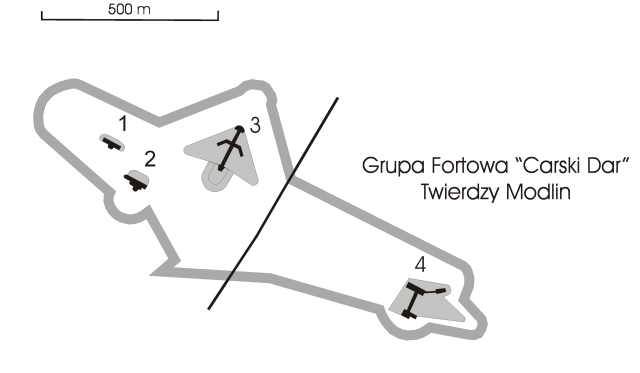
Grupa Fortowa „Carski Dar”: schemat

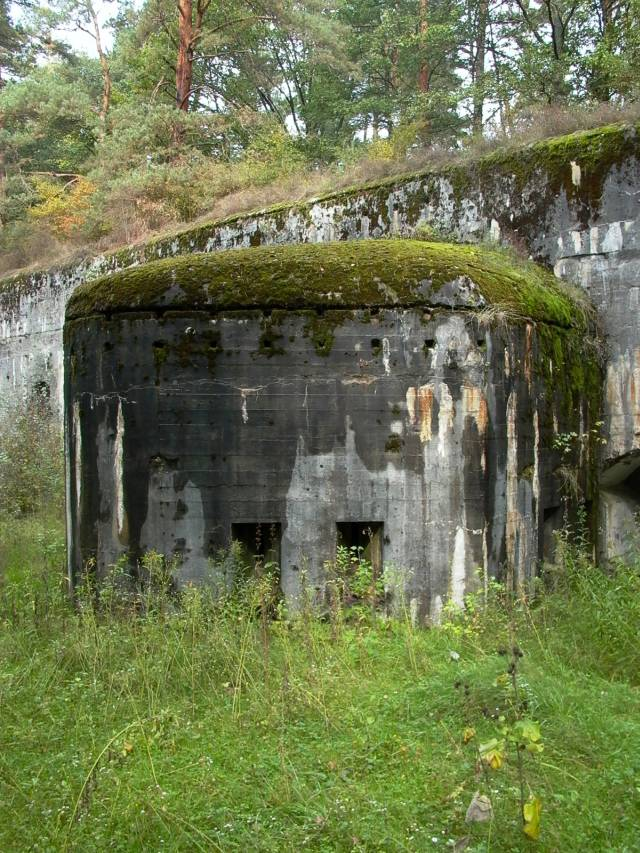
Dzieło lewoskrzydłowe

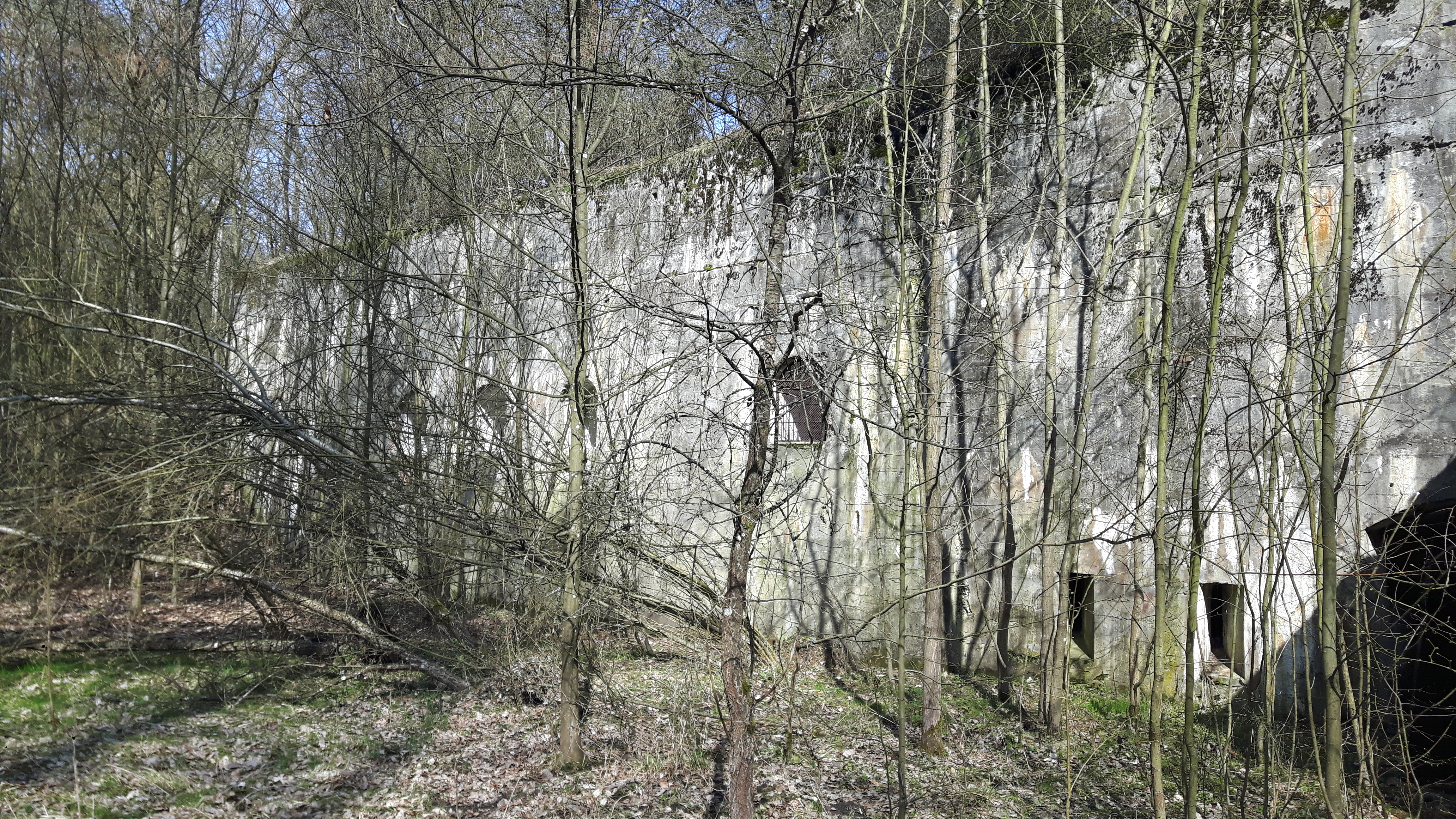
Koszary obronne

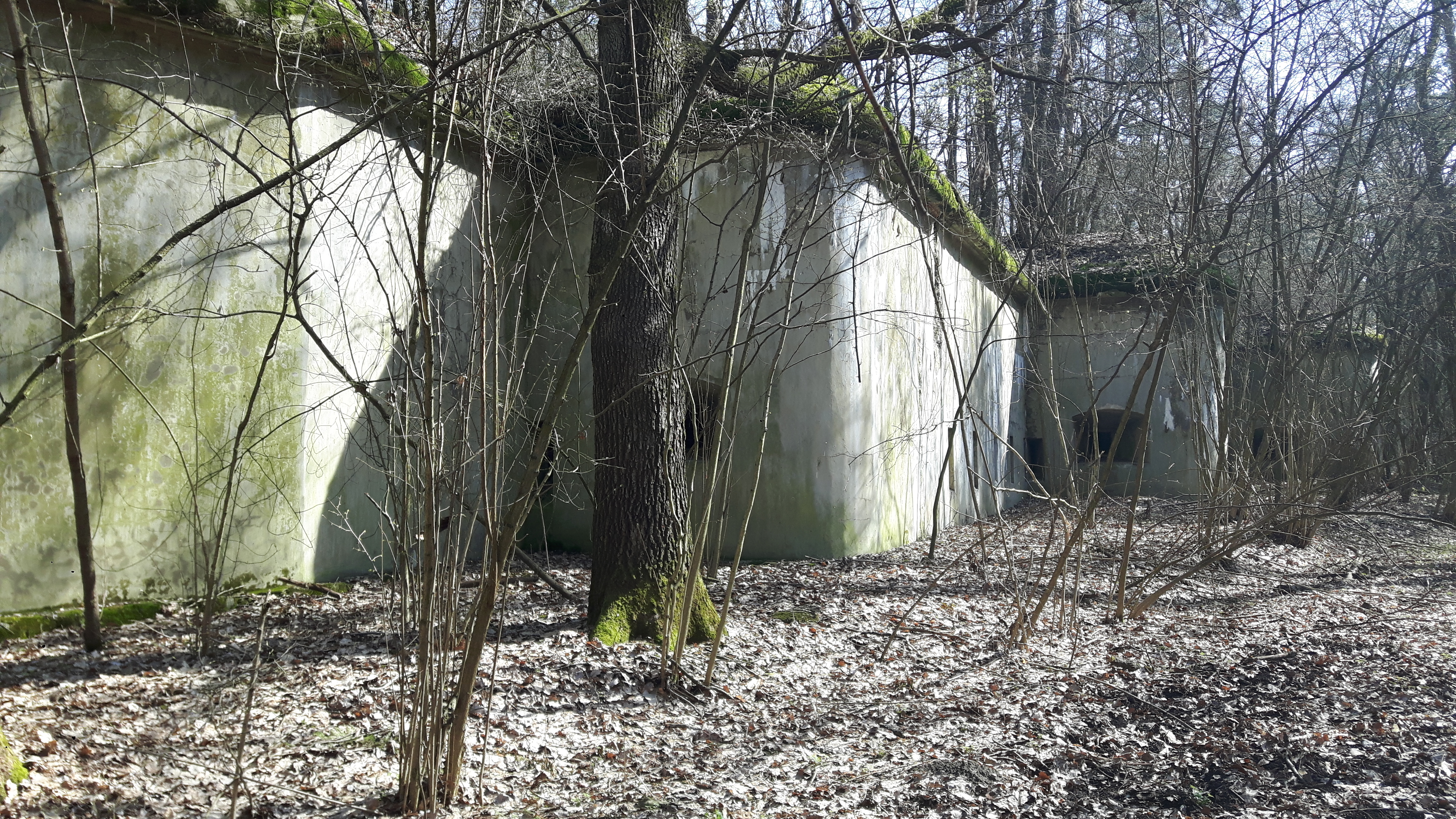
Tradytor artyleryjski

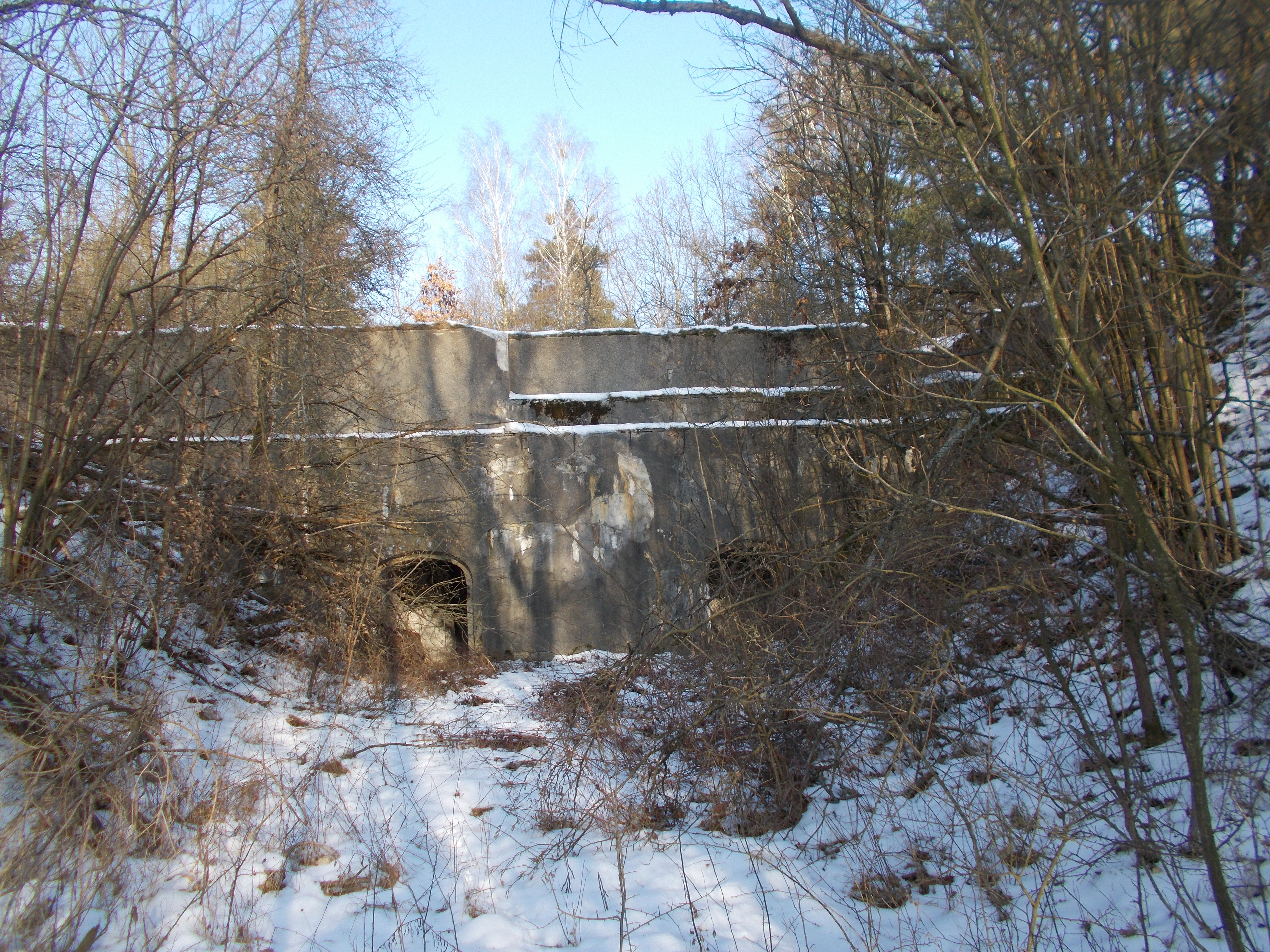
Fort główny

Grupa Fortowa Fortu XV „Carski Dar” – jedna z trzech grup fortowych wzniesionych w Twierdzy Modlin w czasie jej rozbudowy w latach 1912–1915. Jest ona zarazem przykładem nowoczesnego rosyjskiego umocnienia z okresu poprzedzającego pierwszą wojnę światową.
Grupa została osadzona na linii kolejowej biegnącej w kierunku Gdańska; linia ta przecina teren umocnienia do dziś. Obie strony grupy spinał istniejący do dziś stalowy most. „Carski Dar” położony jest na północ od miejscowości Brody-Parcele. 
Grupa Fortowa składa się z następujących elementów:
- Dzieła lewoskrzydłowego – koszar obronnych (nr 1 na rycinie);
- Tradytora artyleryjskiego z wieżą pancerną (nr 2);
- Fortu głównego nr XV (nr 3);
- Prawoskrzydłowego dzieła piechoty, tzw. fortu XVb (nr 4).

W czasie obrony twierdzy w 1915 roku o „Carski Dar” toczyły się bardzo ciężkie i krwawe walki. Podobnie było w roku 1920, gdy w oparciu o porosyjskie umocnienia oddziały polskie broniły się przed siłami bolszewickimi. 
W okresie międzywojennym na terenie Grupy wzniesiono polskie doświadczalne obiekty fortyfikacyjne, zawierające nigdzie indziej nie zastosowane w praktyce rozwiązania, jak strzelnice dla fortecznych granatników.
Obecnie na terenie grupy stacjonują jednostki Wojska Polskiego; teren jest zamknięty i niedostępny dla zwiedzających.